# Tumornekrosefaktor
Tumornekrosefaktor (kurz: TNF, oder noch gebräuchlich: Tumornekrosefaktor-α kurz: TNF-α, oder veraltet: Kachektin, oder wissenschaftlich: tumor necrosis factor ligand superfamily member 2 kurz TNFSF2) ist ein multifunktionaler Signalstoff (Zytokin) des Immunsystems, welcher bei lokalen und systemischen Entzündungen beteiligt ist. TNF wird hauptsächlich von Makrophagen ausgeschüttet. Seine wichtigste Funktion ist, die Aktivität verschiedener Immunzellen zu regeln. TNF kann den Zelltod (Apoptose), Zellproliferation, Zelldifferenzierung und Ausschüttung anderer Zytokine anregen. Er löst Fieber aus und ist an der Entstehung der Kachexie bei bestimmten Krankheiten beteiligt. Ferner hat er Effekte auf den Fettstoffwechsel, die Koagulation, die Insulinresistenz und die endotheliale Funktion.
TNF ist zusammen mit Lymphotoxin-α (syn: TNF-β) einer der am längsten bekannten Vertreter der TNF/TNFR-Superfamilie, eines Zytokinsystems, welches wichtige Funktionen in der Immunantwort und in der Organogenese vor allem des Lymphsystems hat.

## Genetik, Bildung, Proteinstruktur
Das menschliche Gen für TNF wurde 1985 sequenziert; es wird auf Chromosom 6 Genlocus p21.3 kodiert, ist ca. 3 kB lang und umfasst vier Exons. TNF wird zunächst als ein 233 Aminosäuren langes, 26 kDa schweres Typ-2-transmembranöses Protein translatiert, welches sich in stabilen Homotrimeren (Dreiergruppen) arrangiert. Von dieser membrangebundenen TNF-Vorform wird durch eine proteolytische Spaltung durch die Metalloprotease TNF-α konvertierendes Enzym (TACE = TNF-α Converting Enzyme) das aktive lösliche, 51 kDa schwere, trimere sTNF freigesetzt.
TNF wird hauptsächlich durch Makrophagen gebildet und freigesetzt, jedoch auch durch eine große Anzahl anderer Zellen wie Lymphozyten, Mastzellen, Endothelzellen, Herzmuskelzellen, Fibroblasten und neuronalem Gewebe. Große Mengen von sTNF werden als Antwort auf Lipopolysaccharide, andere bakterielle Produkte und Interleukin-1β freigesetzt. Die Bildung wird über Toll-like Rezeptoren und den MAP-Kinase-Weg sowie NF-κB angeregt.

## Funktionen
Der lösliche Tumornekrosefaktor sTNF wirkt auf zwei Rezeptoren, die er mit Lymphotoxin-α (TNF-β) teilt: 1. Den TNF-R1 und 2. den TNF-R2. Man nimmt an, dass der größte Teil der TNF-Aktivität über den TNF-R1 vermittelt wird.
Beide Rezeptoren aktivieren über den TRAF2 und verschiedene andere Zwischenschritte (siehe Bild) letztlich den nukleären Transkriptionsfaktor NF-κB, was zu Zellaktivierung, Zelldifferenzierung, Zytokinproduktion und Hemmung des programmierten Zelltodes (Apoptose) führt.

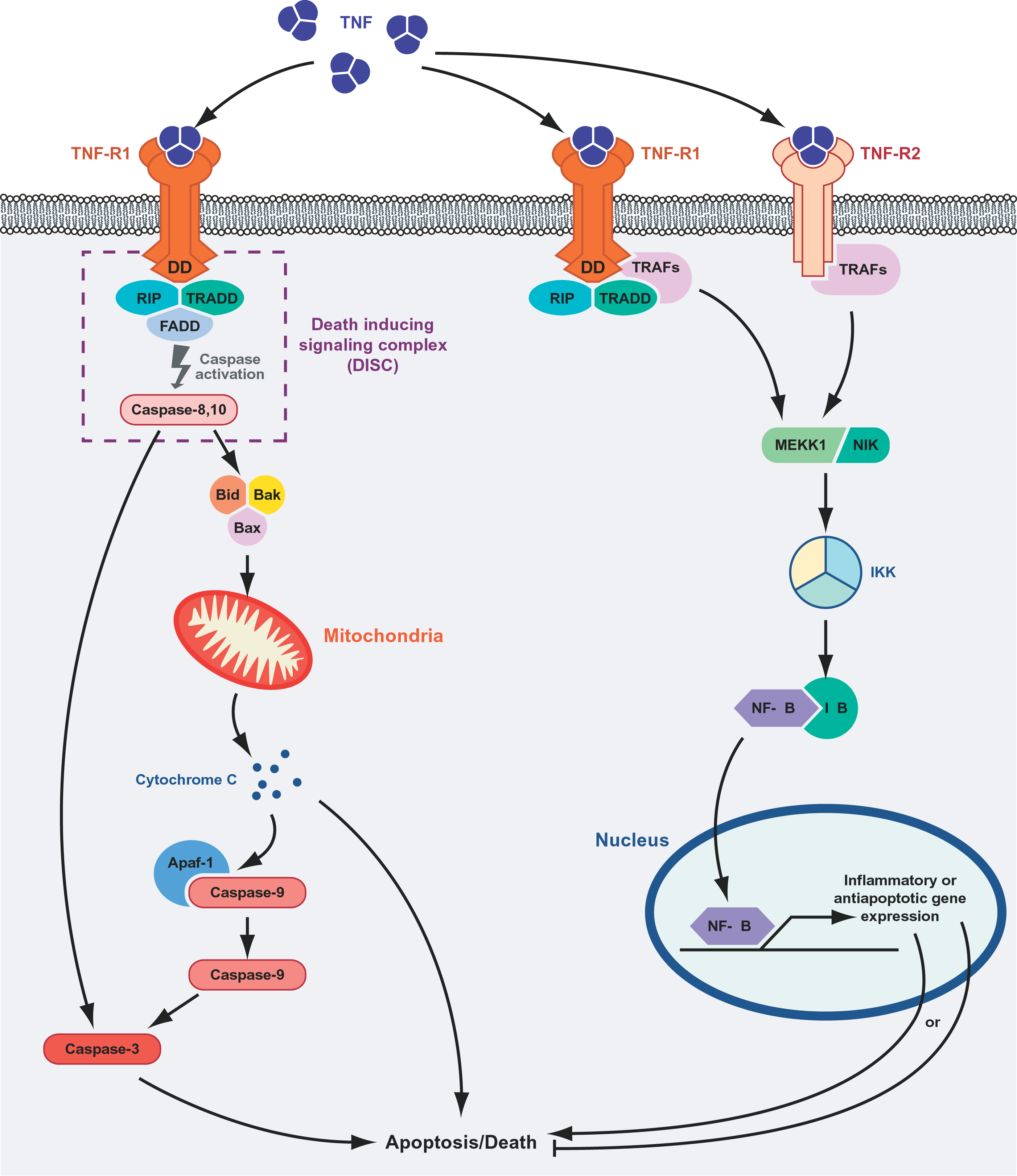
Tumornekrosefaktor-Rezeptoren 1 und 2 und nachfolgende Signalkaskaden in der Zelle. Quelle.

Der TNF-R1 kann auch (bei Abwesenheit von TRAF2) einen intrazellulären apoptoseinduzierenden Komplex bilden, der über die Aktivierung spezifischer Caspasen die Apoptose auslöst.
Die Regulation aller dieser Schritte ist äußerst komplex. Insgesamt ist TNF ein äußerst vielseitiges Zytokin mit sehr vielen Funktionen in verschiedenen Kontexten. Viele seiner Funktionen hat der TNF mit Interleukin-1β und Interleukin-6 gemeinsam. TNF bewirkt in den verschiedenen Organsystemen folgendes:
- Im Hypothalamus:
  - Vermehrte Ausschüttung von CRH und darüber Stimulierung der Hypothalamus-Hypophysen-Nebennieren-Achse.
  - Unterdrückung des Appetits.
  - Hervorrufen, aber auch Begrenzen einer Fieberreaktion (hier gibt es widersprüchliche Angaben in der Literatur).
- In der Leber: Bildung von Akute-Phase-Proteinen wie z. B. des CRP.
- In Endothelzellen: Stimulation der Expression von Adhäsionsmolekülen zur erleichterten Migration von Zellen in das Gewebe sowie Funktion in lokaler Blutgerinnung.[4]
- In Makrophagen: Stimulierung der Phagozytose. Mit Mycobacterium tuberculosis infizierte Makrophagen benötigen dauernde TNF-Ausschüttung, um die Bakterien im Phagosom einzuschließen. Dieser latente Infektionszustand kann Jahrzehnte andauern. Beim Wegfall von TNF kommt die Krankheit zum Ausbruch.[5][6][7][8]
- Auf neutrophilen Granulozyten wirkt TNF migrationsfördernd.
- In allen Geweben: Es führt zu einer vermehrten Insulinresistenz und einer Aktivitätssteigerung der Cyclooxygenase-2.

Eine lokal erhöhte Konzentration von TNF führt zu den klassischen Entzündungssymptomen: Hitze, Schwellung, Rötung und Schmerz. Hohe systemische TNF-Konzentrationen führen zu einer Schocksymptomatik.

## Pharmakologie
Die Möglichkeiten, Tumornekrosefaktoren therapeutisch zu verwerten, sind vor allem durch die kurze Halbwertszeit dieser Stoffe beschränkt. TNF-α hemmende Medikamente werden allerdings vor allem in der Rheumatherapie eingesetzt. Wirkstoffe sind zum Beispiel Etanercept, Infliximab, Adalimumab, Golimumab oder Certolizumab.